# Andeimalva chilensis
Andeimalva chilensis là một loài thực vật có hoa trong họ Cẩm quỳ. Loài này được (Gay) J.A.Tate mô tả khoa học đầu tiên năm 2003.